# Augustus hus

Freskmålningar i Augustus hus.

Augustus hus (latin: Domus Augusti) är en antik byggnad på Palatinen i Rom.
I husets övre del finns en peristyl, och på en nedre terrass ligger sviter av symmetriskt ordnade rum. Här hade kejsar Augustus sina privata bostadsrum; enkelheten är omvittnad i litteraturen.
Augustus hus öppnades åter för allmänheten den 10 mars 2008.

## Bilder
| - Nymfeum. |